# Ane Koldings
Ane Koldings (également appelée Anne ou Anna Koldings, décédée en 1590) est une des principales Danoises accusées de sorcellerie lors des procès des sorcières de Copenhague de l'été 1590, organisés en parallèle des célèbres procès des sorcières de North Berwick à Édimbourg en Écosse.

## Contexte historique
À l'hiver 1589, la princesse Anne de Danemark quitte Copenhague pour épouser le roi Jacques VI d'Écosse. Une grande tempête s'étant levée et risquant de faire chavirer le navire sur lequel est embarquée la princesse, il est décidé d'accoster au port de Kristiania, en Norvège (aujourd'hui Oslo). Jacques VI la rejoint alors et leur mariage se tient finalement en Norvège à la place de l'Écosse. Au printemps 1590, après quelques mois passés à la cour danoise, Jacques VI et Anne retournent en Écosse. Le voyage depuis le Danemark est une nouvelle fois semé d'embûches. 

## Chasse aux sorcières à Copenhague
En cette fin de 16e siècle, la cour danoise est de plus en plus inquiète des pratiques de sorcellerie et de magie noire. À l'été 1590, une grande chasse aux sorcières est organisée à Copenhague. Christoffer Valkendorff, ministre danois des finances, accusé par l'amiral Peder Munk d'avoir mal équipé le navire royal pour pouvoir résister aux intempéries se défend en rejetant la faute sur des « sorcières » de la maison Karen Vaevers («Karen la Tisserande») qui auraient en fait provoqué la tempête. Les « sorcières » de cette maison auraient selon lui demandé à des petits démons d'embarquer à bord du navire en se cachant dans des tonneaux vides afin de grimper sur les quilles pour provoquer une tempête. 
À la même époque, Ane Koldings est considérée comme une sorcière très dangereuse. Elle est surnommée la « Mère du Diable ». En mai 1590 elle est emprisonnée à Copenhague après avoir été jugée coupable de sorcellerie dans une affaire sans aucun rapport avec la flotte royale. Traitée comme une célébrité, en attendant son exécution, plusieurs personnes viennent à sa rencontre. C'est dans ce contexte que Christoffer Valkendorff aurait demandé au maire de la ville d'interroger la « Mère du Diable » pour savoir si elle était impliquée dans l'ensorcellement de la flotte. Sous la contrainte de la torture, Ane Koldings aurait alors décrit comment un groupe de femmes se serait rassemblé dans la maison de Karen la tisserande pour ensorceler le navire.

## Exécution
Ane Koldings est exécutée sur le bûcher en juillet 1590. À la suite des aveux qu'on lui soutire, cinq autres femmes sont désignées comme étant ses complices et sont arrêtées le même mois pour fait de sorcellerie, parmi lesquelles Malin, l'épouse du maire d'Helsingor, et Margrethe Jakob Skrivers. Toutes sont arrêtées et inculpées pour sorcellerie. Le conjoint de Skrivers tente en vain de défendre son épouse et finit par être arrêté et inculpé lui-même. Karen Vaevers avoue avoir été l'une de celles qui, avec Ane Koldings, ont assisté au rassemblement de sorcières ayant provoqué les tempêtes, et nomme elle aussi d'autres femmes comme complices. C'est au total douze femmes, en plus de Ane Koldings, à avoir été exécutées à la suite de ce procès de sorcellerie. En septembre, deux femmes sont aussi brûlées comme sorcières à Kronborg. En entendant ces nouvelles, Jacques VI décide de créer un tribunal similaire en Écosse.